# Joe Camp
Joe Camp (* 20. April 1939 in St. Louis, Missouri als Joseph Shelton Camp Jr.; † 15. März 2024 in Bell Buckle, Tennessee) war ein US-amerikanischer Regisseur, Drehbuchautor und Filmproduzent. Bekannt wurde er durch Kinofilme wie Benji – Auf heißer Fährte, Benji in Gefahr, Ein Himmelhund von einem Schnüffler oder Benji – Sein größtes Abenteuer.

## Leben und Karriere
Joseph Shelton Camp Jr., geboren 1939 in St. Louis im Bundesstaat Missouri, wurde 1974 praktisch über Nacht als Regisseur, Drehbuchautor und Produzent mit dem Familienfilm Benji – Auf heißer Fährte international berühmt. Benji wurde als klassische Familienunterhaltung in den Vereinigten Staaten ebenso populär wie Rin Tin Tin oder Lassie und machte seinen Schöpfer Camp überaus beliebt.
Der große Erfolg des Films zog über die Jahrzehnte mehrere Fortsetzungen nach sich. Unter anderem 1977 die Kinoproduktionen Benji in Gefahr, 1980 Ein Himmelhund von einem Schnüffler mit Chevy Chase und Jane Seymour oder 1987 Benji – Sein größtes Abenteuer. Bis zur Gegenwart brachte es die Idee um die Abenteuer des kleinen Mischlingshundes Benji auf sieben Kinofilme (darunter alle Benji Filme), verschiedene Fernsehdokumentationen und eine Fernsehserie mit einem weltweiten Einspielergebnis von über 600 Millionen Dollar, was Camp zu einem der erfolgreichsten unabhängigen Filmemacher aller Zeiten macht. Die Musik zu den Filmen der Benji-Reihe steuerte fast ausnahmslos sein Freund, der US-amerikanische Komponist und Songwriter Euel Box, bei. Der Filmsong I Feel Love (Benji theme), aufgenommen von dem Countrymusiker Charlie Rich, gewann 1975 einen Golden Globe Award und wurde in der Kategorie Bester Song bei der Verleihung 1975 für einen Oscar nominiert. Für seine Arbeit an Benji at Work erhielt Joe Camp zusammen mit dem Produzenten Fielder Baker 1980 einen Primetime Emmy-Award in der Kategorie Outstanding Children’s Program.
Joe Camp war bis zu ihrem Tode im Jahre 1997 mit Andrea Carolyn Camp verheiratet. Sein Sohn ist der Drehbuchautor Brandon Camp (* 1971). Mit seiner zweiten Frau Kathleen lebte er in Bell Buckle, Tennessee. Camp war neben seiner Tätigkeit für den Mischlingshund Benji auch für seine Arbeit mit Pferden bekannt. 2008 veröffentlichte er als Autor ein Buch mit dem Titel: The Soul of a Horse: Life Lessons from the Herd.
Er starb am 15. März 2024 im Alter von 84 Jahren in Bell Buckle.

## Auszeichnungen
- 1979: Primetime Emmy-Award-Nominierung in der Kategorie Outstanding Children’s Program für Benji’s Very Own Christmas Story
- 1980: Primetime Emmy-Award in der Kategorie Outstanding Children’s Program für Benji at Work zusammen mit dem Produzenten Fielder Baker

## Filmografie (Auswahl)

### Regisseur
- 1974: Benji – Auf heißer Fährte (Benji)
- 1976: Hawmps!
- 1977: Benji in Gefahr (For the Love of Benji)
- 1978: Benji’s Very Own Christmas Story (Fernsehkurzfilm)
- 1979: The Double McGuffin
- 1980: Ein Himmelhund von einem Schnüffler (Oh Heavenly Dog)
- 1981: Benji Takes a Dive at Marineland (Fernsehkurzfilm)
- 1983: Benji, Zax & the Alien Prince (Fernsehserie, 4 Episoden)
- 1987: Benji – Sein größtes Abenteuer (Benji the Hunted)
- 2004: Benji: Off the Leash!

### Drehbuchautor
- 1974: Benji – Auf heißer Fährte (Benji)
- 1976: Hawmps!
- 1977: Benji in Gefahr (For the Love of Benji)
- 1978: The Phenomenon of Benji (Fernsehdokumentarfilm)
- 1978: Benji’s Very Own Christmas Story (Fernsehkurzfilm)
- 1979: The Double McGuffin
- 1980: Benji at Work (Fernsehdokumentarkurzfilm)
- 1980: Ein Himmelhund von einem Schnüffler (Oh Heavenly Dog)
- 1983: Benji, Zax & the Alien Prince (Fernsehserie, 4 Episoden)
- 1987: Benji – Sein größtes Abenteuer (Benji the Hunted)
- 2004: Benji: Off the Leash!

### Produzent
- 1974: Benji – Auf heißer Fährte (Benji)
- 1976: Hawmps!
- 1977: Benji in Gefahr (For the Love of Benji)
- 1978: Benji’s Very Own Christmas Story (Fernsehkurzfilm)
- 1978: The Penomenon of Benji (Fernsehdokumentarfilm)
- 1979: The Double McGuffin
- 1980: Ein Himmelhund von einem Schnüffler (Oh Heavenly Dog)
- 1980: Benji at Work (Fernsehdokumentarkurzfilm)
- 2004: Benji: Off the Leash!

## Bücher
- 2008: The Soul of a Horse: Life Lessons from the Herd, Random House LLC, New York